# Aphaenogaster ledouxi
Aphaenogaster ledouxi är en myrart som beskrevs av Tohme 1969. Aphaenogaster ledouxi ingår i släktet Aphaenogaster och familjen myror. Inga underarter finns listade i Catalogue of Life.